# 269
| [ Edytuj tabelę ] |                              |
| Cesarz Chin       | - 265 Sima Yan 290           |
| Władca Korei      | - 248 Chungch’ŏn 270         |
| Papież            | - 269 Feliks I 274           |
| Król Persji       | - 241 Szapur I 272           |
| Cesarz Rzymu      | - 268 Klaudiusz II Gocki 270 |

Rok 269 / CCLXIX
stulecia: II wiek ~
III wiek ~
IV wiek

lata: 259 «
264 «
265 «
266 «
267 «
268 «
269
» 270
» 271
» 272
» 273
» 274
» 279

## Wydarzenia
- 5 stycznia – Feliks I został papieżem.
- Biblioteka Aleksandryjska częściowo spłonęła podczas najazdu Zabdasa, generała Zenobii.
- Bitwa pod Niszem. Klaudiusz II Gocki rozgromił Ostrogotów.
- Cesarstwo Palmyry pod rządami Septymii Zenobii podbiło Syrię, Palestynę, Liban, część Mezopotamii i Anatolii oraz Egipt, przejmując kontrolę nad dostawami zboża do Rzymu.
- Gepidowie pod wodzą Fastidy wkroczyli do Dacji.
- Herulowie najechali Grecję, w tym Ateny i Wyspy Egejskie aż do rejonów Krety i Rodos.
- Paweł z Samosaty został pozbawiony urzędu patriarchy Antiochii (chociaż zdołał utrzymać stolicę biskupią do roku 272).
- Cesarz galijski Postumus został zabity przez własnych żołnierzy, po tym jak nie pozwolił im splądrować miasta Mogontiacum.

## Urodzili się
- Chi Jian, chiński generał (zm. 339).
- Murong Hui, chiński generał i polityk (zm. 333).

## Zmarli
- 14 lutego – św. Walenty, biskup i męczennik (ur. ~175).
- Censorinus, rzymski uzurpator.
- Jingū, legendarna japońska cesarzowa-regentka (ur. 169?).
- Lelian, cesarz galijski, uzurpator.
- Liu Yin, chiński generał i urzędnik.
- Lu Kai, chiński generał i polityk (ur. 198).
- Mariusz, rzymski uzurpator w zachodniej części cesarstwa.
- Postumus, rzymski uzurpator w Galii.
- Wang Xiang, chiński polityk (ur. 185).
- Xin Xianying, chińska szlachcianka i doradczyni (ur. 191).